# ニコル・パカン
ニコル・パカン（Nicole Paquin、1940年 - ）は、フランスのロックンロール歌手、女優である。本名ニコル・デビオール（Nicole Desbiolles）。

## 人物・来歴
1940年（昭和15年）、フランスの首都パリにニコル・デビオールとして生まれる。
1958年（昭和33年）、フランスで最初にロックンロールスタイルの音楽を歌う人物のひとりとなる。パカンの楽曲は、すべてアメリカのスタンダードナンバーの翻訳物であった。1961年（昭和36年）には、エルヴィス・プレスリーの『本命はお前だ』（Stuck on You、1960年）を翻訳した『コム・アン・クルー』（Comme un clou、「クギのように」の意）、フィル・スペクターの楽曲『モン・マリ・セ・フランケンシュタン』（Mon mari c'est Frankenstein、「私の夫はフランケンシュタイン」の意）というパカンの2大ヒット曲が生まれている。
1961年1月29日に放映されたテレビ映画『処刑』（l'exécution）に出演し、フランスのテレビ界において、初めてヌードになった女性にもなっている。同年、ジャン＝リュック・ゴダール監督のミュージカル・コメディ映画『女は女である』にも出演した。
1962年（昭和37年）には、パカンはロックをやめてしまうのだが、それは環境があまりにミソジニー（女性嫌悪）すぎることに気づいたからであった。1966年（昭和41年）にほんのわずかであるが、「レ・ミネ」というバンドのメンバーとして復活した。.

## フィルモグラフィ
- 『処刑』 L'exécution : 監督モーリス・カズヌーヴ、テレビ映画、1961年
- 『女は女である』 Une femme est une femme : 監督ジャン＝リュック・ゴダール、1961年 - シュザンヌ